# Mons, Haute-Garonne
Mons är en kommun i departementet Haute-Garonne i regionen Occitanien i södra Frankrike. Kommunen ligger i kantonen Toulouse 8e Canton som tillhör arrondissementet Toulouse. År 2022 hade Mons 1 851 invånare.

## Befolkningsutveckling
Antalet invånare i kommunen Mons
Referens:INSEE